# Bokermannohyla circumdata
Bokermannohyla circumdata е вид жаба от семейство Дървесници (Hylidae). Видът не е застрашен от изчезване.

## Разпространение
Разпространен е в Бразилия (Минас Жерайс, Рио де Жанейро и Сао Пауло).

## Описание
Популацията на вида е намаляваща.